# Elaphoglossum monicae
Elaphoglossum monicae är en träjonväxtart som beskrevs av John T. Mickel. Elaphoglossum monicae ingår i släktet Elaphoglossum och familjen Dryopteridaceae. Inga underarter finns listade.